# Инородное тело

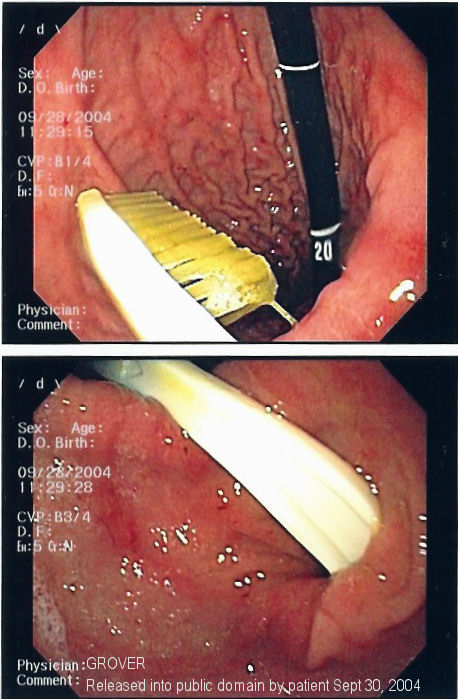
Эндоскопическое изображение инородного тела (зубной щётки) в желудке

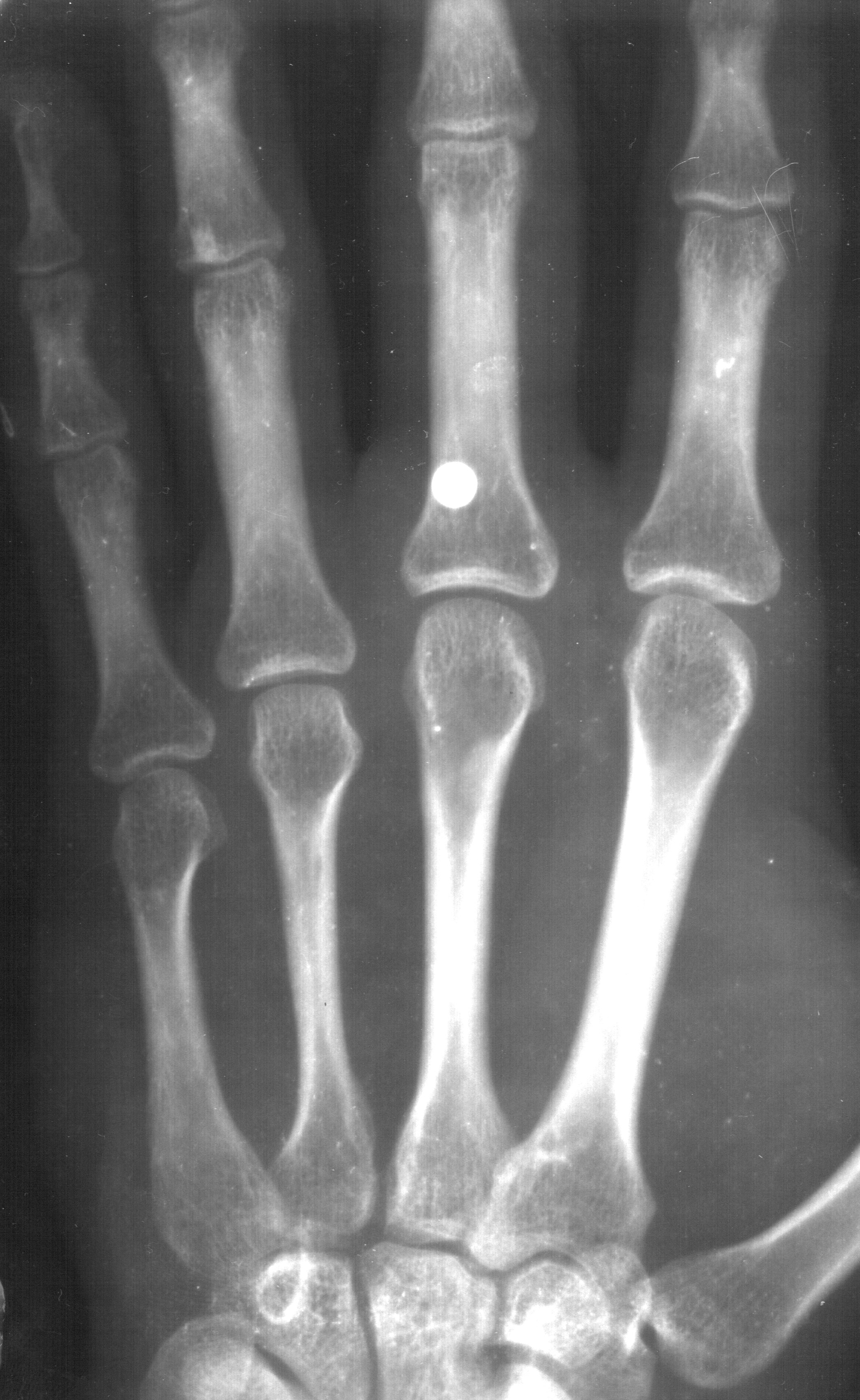
BB-пуля пневматического пистолета в руке

Иноро́дное те́ло (лат. corpus alienum) — с медицинской точки зрения любой чужеродный предмет, попавший внутрь организма. В узком смысле — посторонние предметы различных размеров, попавшие в глаз, ухо, нос, глотку, гортань, в пищевод или трахею (дыхательное горло), заноза.
Инородное тело, даже не повредив окружающие ткани, может стать причиной смерти. Например, в результате удушья, вызванного рефлекторным спазмом голосовых связок или непрофессиональных попыток извлечения инородного тела, приведших к гибели пациента, а также в результате контакта со слизистой (например, батарейка может вызвать химический ожог). Дети могут засунуть мелкие предметы, например бусины, в нос или ухо
По результатом одного из исследований, арахис называют наиболее частым инородным телом дыхательных путей.